# Noradrenergički i specifični serotonergički antidepresant
Noradrenergički i specifični serotonergički antidepresanti (engl. Noradrenergic and specific serotonergic antidepressants, NaSSA) su klasa psihijatrijskih lekova koji se prvenstveno koriste kao antidepresivi. Oni deluju tako što antagonizuju α2-adrenergički receptor i određene serotoninske receptore kao što su 5-HT2A i 5-HT2C, ali i 5-HT3, 5-HT6 i/ili 5-HT7 u nekim slučajevima. Blokiranjem α2-adrenergičkih autoreceptora i heteroreceptora, NaSSA pojačavaju adrenergičku i serotonergičku neurotransmisiju u mozgu uključenu u regulaciju raspoloženja, posebno 5-HT1A posredovanu transmisiju. Pored toga, zbog njihove blokade pojedinih serotoninskih receptora, serotonergička neurotransmisija nije olakšana u neželjenim oblastima, što sprečava pojavu mnogih neželjenih efekata koji su često povezani sa antidepresivima tipa selektivnog inhibitora ponovnog preuzimanja serotonina (SSRI); otuda potiče „specifična serotonergična” oznaka NaSSA lekova.

## Spisak NaSSA lekova
NaSSA lekovi obuhvataju sledeće agense:
- Aptazapin (CGS-7525A)
- Esmirtazapin (ORG-50,081)
- Mianserin (Bolvidon, Norval, Tolvon)[4]
- Mirtazapin (Norset, Remeron, Avanza, Zispin)[4]
- Setiptilin/teciptilin (Tecipul)

Sva ova jedinjenja su analozi. Ona su takođe klasifikovana kao tetraciklični antidepresivi (TeCA) na osnovu njihove hemijske strukture.
S32212, strukturno novi NaSSA sa poboljšanim profilom selektivnosti (npr. bez antihistaminskih efekata, itd), objavljen je 2012. godine. Na njemu su završena preliminarna pretklinička istraživanja i moguće je da će biti podvrgnut kliničkim ispitivanjima.

## Literatura
- Kent JM (март 2000). „SNaRIs, NaSSAs, and NaRIs: new agents for the treatment of depression”. Lancet. 355 (9207): 911—8. PMID 10752718. S2CID 27686300. doi:10.1016/S0140-6736(99)11381-3 .

## Spoljašnje veze
- Медији везани за чланак Noradrenergički i specifični serotonergički antidepresant на Викимедијиној остави